# Butokukai Finland

Kokusai Butokukai / Butokukai Finland

Der Butokukai Finland (jap. 芬蘭武徳会) ist ein finnländischer Kampfkunstverband zur Förderung der Kampfkunst des Shorinji ryu (Karate, Kobudo, Tai Chi) des Stilbegründers Großmeister Richard Kim (* 1917; † 2001), Hanshi, 10. Dan sowie des Shito-ryu Karate Do.
Der Verband ist Mitglied des Kokusai Butokukai, Butokukai Europe und Shito-ryu Shukokai Karate Union Europe.

## Verbandszweck
Der Zweck des Verbandes ist die Förderung der traditionellen Kampfkünste Shorinji Ryu, bestehend aus dem Karate Do, Okinawa Kobudo, Tai Chi, sowie Chi Kung sowie des Shito-ryu Karate Do.

## Namensbedeutung
Butokukai (武徳会 Kampfkunstverband), Finnland (芬蘭)
- Bu (武 Krieger, Waffen)
- Toku (徳 Tugend, Moral)
- Kai (会 Verband)

## Geschichte
Der Name Butokukai geht zurück auf die Dai Nippon Butokukai (DNBK) die 1895 in Kyōto, Japan mit offizieller Zustimmung des Kaiserhauses gegründet wurde. Großmeister Richard Kim wurde im Jahr 1939 Mitglied der DNBK. Nach dem Zweiten Weltkrieg wurde die DNBK auf Drängen der Alliierten aufgelöst, da die Nähe zum paramilitärischen und ultranationalistischen Black Dragon Society (Armur-Bund), kein Wohlwollen fand.
Nach der Unterzeichnung des Friedensvertrages zwischen den USA und Japan wurde die DNBK als private Budo-Organisation im Jahre 1953 unter dem Vorsitz von Ōno Kumao wiederbelebt. Als enger Freund von Ōno Kumao wurde Richard Kim gebeten, die DNBK außerhalb Japans zu vertreten. Dies war 1959 in San Francisco die Grundsteinlegung für die Zen Bei Butoku Kai (Great American Martial Arts Association).
Die wachsenden internationale Beziehungen jenseits der USA zu Frankreich, Finland und Deutschland erforderte die Gründung eines internationalen Kampfkunstverbandes. So entstand im Jahr 1976 die Organisation Butokukai International unter der Leitung von Richard Kim.
Der Butokukai Finland wurde im Jahre 1969 von Andre Lafond ohne jegliche Verbindung zur Zen Bei Butoku Kai oder Dai Nippon Butokukai gegründet. Erst durch den Kontakt zu Richard Kim und Jean Chalamon wurde die offizielle Verbindung zum Butokukai International geschaffen.
Die Änderung des Logo wurde 2006 notwendig, um sich klar von der DNBK zu unterscheiden.

## Das Emblem
Der Rand symbolisiert die Tugenden der Kampfkünste und die Strahlen mit dem orangefarbenen Hintergrund stehen für die aufgehende Sonne.
Die Kalligrafie 忍 bedeutet „Geduld“.